# Курашкув (Нижньосілезьке воєводство)
Курашкув (пол. Kuraszków) — село в Польщі, у гміні Оборники-Шльонські Тшебницького повіту Нижньосілезького воєводства.
Населення — 391 особа (2011).
У 1975-1998 роках село належало до Вроцлавського воєводства.

## Демографія
Демографічна структура станом на 31 березня 2011 року:
|          | Загалом | Допрацездатний вік | Працездатний вік | Постпрацездатний вік |
| -------- | ------- | ------------------ | ---------------- | -------------------- |
| Чоловіки | 208     | 42                 | 156              | 10                   |
| Жінки    | 183     | 32                 | 109              | 42                   |
| Разом    | 391     | 74                 | 265              | 52                   |